# Бар-ле-Дюк (округ)
Бар-ле-Дюк (фр. Bar-le-Duc) — округ (фр. Arrondissement) во Франции, один из округов в регионе Лотарингия (регион). Департамент округа — Мёз. Супрефектура — Бар-ле-Дюк.
Население округа на 2006 год составляло 62 490 человек. Плотность населения составляет 43 чел./км². Площадь округа составляет всего 1451 км².